# Wylerholz
Das Wylerholz ist ein Quartier der Stadt Bern. Es gehört zu den 2011 bernweit festgelegten 114 gebräuchlichen Quartieren und liegt im statistischen Bezirk Breitfeld des Stadtteils V Breitenrein-Lorraine. Es grenzt an die Quartiere Wylergut, Wankdorffeld und Löchligut. Im Norden bildet die Aare die Grenze. Wylerholz ist auch der Name der Waldung am Aareufer, die die grösste Fläche des Quartiers ausmacht.
Im Jahr 2022 lebten im Quartier nur 5 Einwohner, wobei es sich vermutlich um «Waldmenschen» handelte.
Über die Waldung führt die Autobahn 1 mit dem Felsenauviadukt. 
Im Südwesten befinden sich das Hallen- und Freibad Wyler Wylerbadi sowie der «Sportpark Wyler» mit Natur- und Kunstrasenfeld.